# Michel Porret
 (juillet 2021).
Il peut être nécessaire de l'améliorer pour respecter le principe de neutralité de point de vue. Veuillez consulter la page de discussion pour plus de détails.

 (juillet 2021).
Si vous disposez d'ouvrages ou d'articles de référence ou si vous connaissez des sites web de qualité traitant du thème abordé ici, merci de compléter l'article en donnant les références utiles à sa vérifiabilité et en les liant à la section « Notes et références ».
Pour les articles homonymes, voir Porret.
Michel Porret, né en 1955, est un historien genevois dont les travaux portent sur le Siècle des Lumières, l'État, le droit de punir, la culture juridique et l'histoire culturelle de la bande dessinée.

## Biographie
Élève de la Scuola Normale Superiore de Pise (1986-1987), il est assistant (1987-1990) du professeur Bronislaw Baczko, maître d'enseignement et de recherche puis professeur ordinaire d'histoire moderne à l'Université de Genève de novembre 2003 jusqu'à la fin 2020.
Après avoir été Visiting fellow researcher à l'Université de Princeton (1990-1991), il soutient en 1992 sa thèse à celle de Genève : Le crime et ses circonstances. De l'esprit de l'arbitraire au siècle des Lumières selon les réquisitoires des procureurs généraux de Genève en 1995.
Parmi environ 300 publications consacrées à ses champs de recherche (État moderne, criminalité et justice, médecine judiciaire, culture politique des Lumières, Montesquieu, Rousseau, histoire de la censure, etc.), il a publié une quinzaine d’ouvrages et organisé ou co-organisé autant de colloques internationaux dans le cadre de la Faculté des Lettres et du Département d'histoire (Beccaria, Rousseau, Montesquieu, Voltaire, Le corps violenté, l’Encyclopédie méthodique, Réseaux intellectuels en Europe de 1760 à la Restauration, Michel Foucault, etc.).
Corédacteur de Crime, Histoire et Sociétés (CESDIP, Paris), correspondant suisse de l'International Association for the History of Crime and Criminal Justice (Paris), Président des Rencontres internationales de Genève, il a élaboré en mai 2002, avec les éditions Droz, une nouvelle collection d’ouvrages scientifiques (Bibliothèque des Lumières, une quinzaine de titres parus).
En mars 2004, professeur invité au Collège de France par le professeur Daniel Roche (Chaire : Histoire de la France des Lumières), Michel Porret donne quatre leçons sur la thématique suivante : Du droit de punir. Le temps des Lumières.
En janvier 2009, il est professeur invité à L'École normale et supérieure de Paris (janvier 2009) pour un enseignement sur les Lumières.